# Internationale Handballföderation
Die Internationale Handballföderation (englisch International Handball Federation, kurz IHF) ist der Handballweltverband mit Sitz im schweizerischen Basel. In ihrer jetzigen Form wurde die IHF am 12. Juli 1946 in Kopenhagen, Dänemark gegründet.

## Die Verbände der IHF
- CAHB – Confédération Africaine de Handball (Afrika)
- AHF – Asian Handball Federation (Asien)
- EHF – Europäische Handballföderation (Europa)
- NACHC – Handballkonföderation Nordamerikas und der Karibik (Nordamerika und die Karibik)
- OCHF – Oceania Continent Handball Federation (Ozeanien)
- SCAHC – Süd- und zentralamerikanische Handballkonföderation (Süd- und Zentralamerika)

## Verbandsführung
Erster Präsident der IHF war von 1946 bis 1950 der Schwede Gösta Björk. Von 1950 bis 1971 hatte der Schweizer Hans Baumann, von 1971 bis 1984 der Schwede Paul Högberg und von 1984 bis 2000 der Österreicher Erwin Lanc dieses Amt inne; seit 2000 ist der Ägypter Hassan Moustafa Präsident. Generalsekretär ist seit 2009 der Franzose Joel Delplanque; seine Vorgänger im Amt waren von 1946 bis 1950 der Schwede Carl Filip Borgh, von 1950 bis 1972 der Schweizer Albert Wagner, von 1972 bis 1988 der Deutsche Max Rinkenburger, von 1988 bis 2004 der Franzose Raymond Hahn und von 2004 bis 2009 der Schweizer Peter Mühlematter.

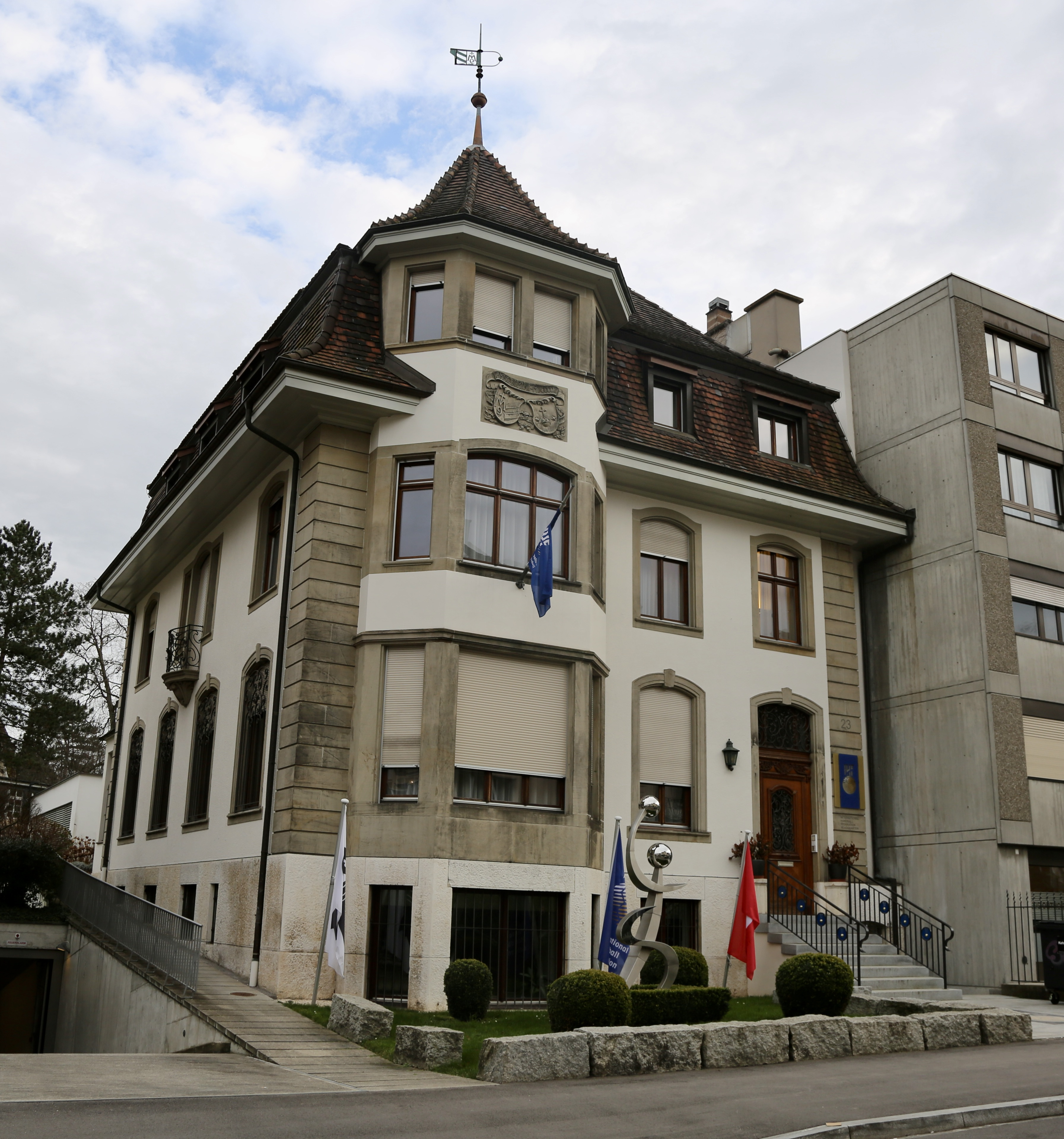
Hauptsitz in Basel

Jeder Kontinentalverband stellt einen Vize-Präsidenten.

## Wettbewerbe
Der Verband lässt internationale Wettbewerbe für Nationalmannschaften und Vereinsmannschaften ausrichten. Am populärsten ist dabei sicher die im zweijährigen Rhythmus ausgerichtete Handball-Weltmeisterschaft der Männer bzw. Handball-Weltmeisterschaft der Frauen.

### Hallenhandball
Im Hallenhandball veranstaltet die IHF folgende Wettbewerbe:
- für Nationalmannschaften:
  - Handball-Weltmeisterschaft der Männer
  - Handball-Weltmeisterschaft der Frauen
  - IHF Trophy bzw. IHF Challenge Trophy
  - IHF Emerging Nations Championship
  - IHF Intercontinental Cup
  - U-21-Handball-Weltmeisterschaft der Männer
  - U-20-Handball-Weltmeisterschaft der Frauen
  - U-19-Handball-Weltmeisterschaft der Männer
  - U-18-Handball-Weltmeisterschaft der Frauen
  - U-17-Handball-Weltmeisterschaft der Männer
- für Vereine:
  - IHF Men’s Club World Championship (bis 2023: IHF Men’s Super Globe)
  - IHF Women’s Super Globe

### Feldhandball
Im Feldhandball wurden durch die IHF bzw. deren Vorgänger Internationale Amateur-Handball-Federation folgende Wettbewerbe ausgerichtet:
- Feldhandball-Weltmeisterschaft der Männer (1938, 1948–1966),
- Feldhandball-Weltmeisterschaft der Frauen (1949–1960),
- IHF-Feldhandball-Europapokal (1968–1970).

### Beachhandball
Seit 2004 wird die Beachhandball-Weltmeisterschaft und seit 2017 die U17-Beachhandball-Weltmeisterschaft durch die IHF veranstaltet.
- Beachhandball-Weltmeisterschaft,
- IHF Beach Handball Global Tour,
- Beachhandball-Juniorenweltmeisterschaften.

### Rollstuhlhandball
- Rollstuhlhandball-Weltmeisterschaft

## IHF-Weltrangliste
Die IHF-Weltrangliste (engl. IHF Ranking) ist die von der Internationalen Handball-Föderation (IHF) herausgegebene Rangliste („Ranking Table“) der Handball-Nationalverbände.

## Handballregeln
Eine der Aufgaben der IHF ist die Festlegung und zeitweilige Adaptierung der Handballregeln, wofür sie eine Regelkommission eingerichtet hat. Die aktuellen Regeln gelten seit August 2010 und stellen eine in einigen Punkten leicht überarbeitete Version der Regeln von 2005 dar. Sie regeln das Verhalten aller Beteiligten (Spieler, Offizielle, Zeitnehmer und  Schiedsrichter) während des Spiels und die technischen Voraussetzungen zum Durchführen eines Spiels.
Grundregeln wurden erstmals 1898 in Dänemark von Holger Louis Nielsen zusammengefasst und 1917/19 in Deutschland von Carl Schelenz verfeinert. Nach ihnen wurden ab 1925 internationale Spiele in Europa abgewickelt. 1926 nominierte die International Association of Athletics Federations, ein Komitee zu deren Überarbeitung, nach denen Berlin die Olympia-Spiele 1936 und die International Amateur Handball Federation die Weltmeisterschaft 1938 organisierte, die danach alle drei bis vier Jahre stattfanden. Handball war auch Teil der abgesagten Spiele von 1940 in Tokio. Nachdem Tokio zurückzog und Helsinki kurzfristig einsprang wurden die meisten Ballsportarten, so auch Handball, gestrichen. 1952 wurde Feldhandball als Demonstration zwischen Dänemark und Schweden durchgeführt. Hallenhandball war ursprünglich erstmals für die Spiele 1964 vorgesehen (es gab bereits entsprechende Pläne und ein Piktogramm), dann aber zugunsten von Volleyball gestrichen. Er wurde schließlich 1972 in München auf Betreiben Deutschlands, Skandinaviens und des Ostblocks eingeführt.

## Ehrungen
Die IHF ehrt Spieler und Trainer weltweit als Welthandballer und IHF-Welttrainer des Jahres.